# Кватер, Иосиф Шоломович
Иосиф Шоломович (Соломонович) Кватер (7 января 1911, Белосток — 28 марта 1990, Свердловск) — советский инженер-металлург, лауреат государственных премий.

## Биография
Родился в Белостоке в семье металлурга Шолома (Соломона) Иосифовича Кватера (1871—?) и Груни Абрамовны Кватер (1881—?). Окончил металлургический факультет Ленинградского политехнического института (1933). В 1941 году был с семьёй и родителями эвакуирован из Ленинграда в Свердловск. 
В 1933—1941 гг. работал на Кировском заводе (Ленинград): инженер-исследователь, начальник металлографической лаборатории, заместитель начальника центральной заводской лаборатории (ЦЗЛ).
С 1941 г. — на Уралмашзаводе (Свердловск), в 1961—1976 гг. — главный металлург.
Во время войны — зам. нач. металлургического отдела, участвовал в разработке технологии серийного производства литых танковых башен, включавшей выплавку новой марки стали, литье, термообработку.
При его участии на Уралмашзаводе впервые в СССР освоено изготовление коррозионностойких немагнитных бандажных колец для крупных турбогенераторов. Участвовал в разработке новой марки жаропрочной стали и технологии изготовления роторов и турбинных дисков крупных паровых турбин, что позволило производить паровые турбины мощностью 200 МВт и более.
Впервые в мировой практике внедрил неразрушающий ультразвуковой контроль крупных поковок роторов (1954). Разработал систему вакуумной разливки стали.
Кандидат технических наук (1946). Автор печатных работ, в том числе монографии.
Сталинская премия III степени (10 апреля 1942) — за разработку технологии производства литых танковых башен
Ленинская премия (1963) — за создание паровой турбины ПВК-200-130 мощностью 200 000 кВт на параметры 130 ата, 565 °С с промежуточным перегревом до 565 °С
Награждён орденами Трудового Красного Знамени (1939), Красной Звезды (1942), «Знак Почёта» (1944), медалями.
Похоронен на Северном кладбище Екатеринбурга.

## Семья
- Брат — Григорий Соломонович Кватер (1905—1993), физик.
- Жена — Любовь Исааковна Кватер (1912—?), инженер-металлург. Дочь — Людмила Иосифовна Кватер (род. 1939), инженер-металлург.